# Strimmig gnu

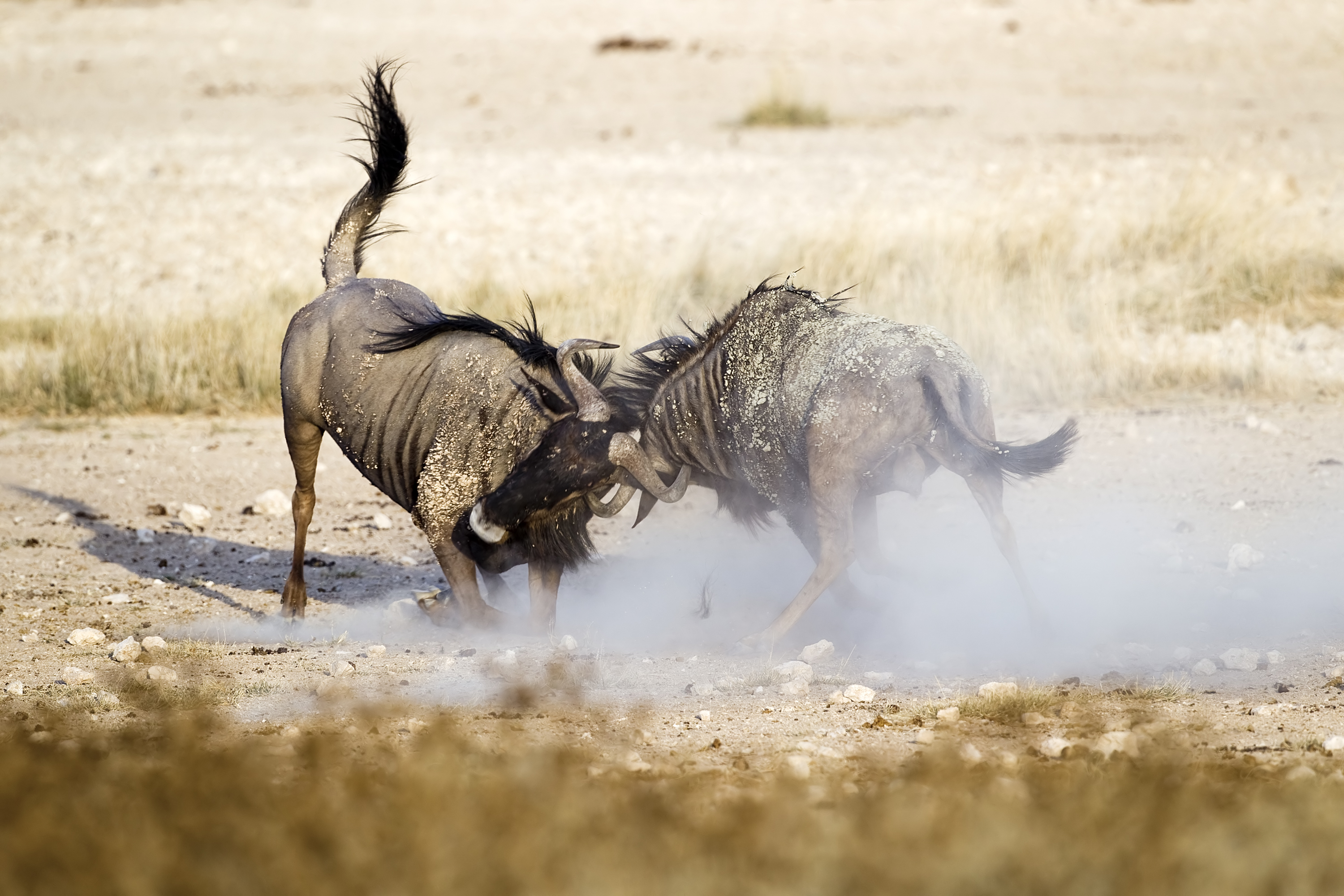
Slagsmål mellan två gnuer

Strimmig gnu (Connochaetes taurinus) är en art i släktet gnuer som förekommer på öppna stäpper eller på savanner med några träd i Afrika.

## Kännetecken
Djuret har kraftig främre kropp som avtar mot de bakre extremiteterna. Kroppslängden (huvud och bål) ligger vid 170 till 240 cm, mankhöjden vid 115 till 145 cm, svanslängden vid 60 till 100 cm och vikten vid 140 till 290 kg. Pälsen är brunaktig eller mörkgrå med blåa skuggor. Strimmig gnu har stort huvud och bred nos. Från halsen till bakdelen finns mörka tvärstrimmor. Strimmorna kan misstolkas som valkar i huden. En lång svart man täcker djurets nacke och skuldror. Dessutom är artens svans svart. Hannar och honor bär horn men hannarnas horn är med upp till 83 cm längd tydlig större än honornas horn. Hos honor blir hornen 30 till 40 cm långa. De går från huvudet åt sidan och är sedan uppåt och inåt böjda.

## Utbredning
Strimmig gnu lever i stora flockar på savannen i östra och södra Afrika. I Serengeti nationalpark i Tanzania lever för närvarande 1,6 miljoner strimmiga gnuer, som är den största ansamlingen av stora vilda däggdjur på jorden. Större flockar finns även i Zambia. Mindre grupper lever i Botswana, Zimbabwe, Angola, Namibia, Malawi, Moçambique och Sydafrika. Norrut sträcker sig utbredningsområdet till Kenya.

## Systematik
Strimmig gnu bildar tillsammans med arten vitsvansad gnu släktet gnuer. För strimmig gnu skiljs mellan följande underarter.
- C. t. taurinus, långt och svartaktigt skägg vid strupen, förekommer söder och väster om floden Zambesi i Sydafrika, Namibia, Angola, Botswana, Zimbabwe, Zambia, Moçambique.
- C. t. albojubatus, vitt skägg vid strupen, norra Tanzania och sydöstra Kenya.
- C. t. mearnsi, vitt skägg vid strupen, norra Tanzania, södra Kenya, väster om Östafrikanska gravsänkesystemet.
- C. t. cooksoni, brunaktig päls, nordöstra Zambia, främst i Luangwadalen, Malawi.
- C. t. johnstoni, vit strimma mellan ögonen, södra Tanzania, Malawi, norra Moçambique.

## Ekologi
Strimmig gnu är främst aktiv på morgonen och på kvällen. Individerna bildar antingen stora hjordar som vandrar längre sträckor eller medelstora flockar som stannar i ett område som är cirka en kvadratkilometer stort. Hjordar består av honor och deras ungar. Flockarna med 3 till 10 medlemmar kan ha samma sammansättning eller det är ungkarlsflockar. Under parningstiden etablerar hannar ett revir som markeras med avföring och körtelvätska. Hannar trampar även med foten på marken, framkallar varningsrop och viftar med hornen för att visa sitt anspråk. I några fall förekommer strider mellan hannarna.
Arten äter huvudsakligen gräs. Den behöver dricka varannan dag och föredrar därför fuktiga savanner. Ibland kan den leva i torra regioner när det finns meloner eller rötter samt jordstam som lagrar större mängder vätska.
Parningen sker under 2 eller 3 veckor så att ungarna föds kort före regntiden. En hanne parar sig med dessa honor som lever i hans territorium. Dräktigheten varar 8 till 8,5 månader och sedan föds en enda unge som har ljus rödbrun päls. Ungen kan ungefär 15 minuter efter födelsen gå och den diar sin mor minst fyra månader. Ibland får ungen ett år tillfällig modermjölk. Könsmognaden infaller för honor efter 1,5 till 2,5 år och för hannar efter 3 till 4 år.
Strimmig gnu jagas av olika rovlevande djur som lejon, fläckig hyena, afrikansk vildhund, gepard och krokodiler. Vid fara kan gnun springa med en hastighet omkring 80 km/h. En vana som gnuer delar med nötkreatur men inte med andra slidhornsdjur är att de ofta badar i slam.